# Skibladner II
Skibladner II blev bygget i 1897 i Odense hos skibsbygmester Niels Frederik Hansen, der var kendt bl.a. for de solide, hurtige jagter, han leverede til krydstoldvæsenet. Materialet var eg på eg og tonnagen 41 BRT med en lasteevne på ca. 70 tons.
Første ejer og skibsfører var P. F. Rasmussen, Falsled, og registreringshavnen var Odense.
I 1911 blev skibet solgt til skibsfører C. A. Gregersen i Lohals, hvor hun blev beskæftiget med cement fra Ålborg.
Den 12. december 1916 på rejse med en ladning cement til Nakskov, løb skibet på grund i Nakskov Fjord. Under forsøg på at komme flot ved egen hjælp sattes jollen i vandet med det formål at lægge et anker ud. Manøvren mislykkedes for de to mand i jollen. Den skar under og sank. Gregersen hev et par redningskranse ud, men en af sømændene, fik krampe og druknede.
Den 28. november 1929 var Skibladner II på rejse fra Mariager til Kædeby med cement og kom ud i stormende kuling og regntykning. Ved midnatstid tog skibet grunden ved Horne Klint.
Skibladner II havde 5 år tidligere fået installeret en 33 HK motor, men den kunne ikke hjælpe skibet af grunden. Galeasen begyndte at lække kraftigt og der måtte rekvireres en bjærgningsdamper. Oven i købet måtte ladningen kastes over bord før det lykkedes at komme flot.
Motoren blev igen udskiftet i 1939, hvor skibet blev solgt til J. B. Gregersen, Lohals. Han solgte imidlertid skibet til et partrederi repræsenteret ved skibsfører A. Jensen, Grenå, som omdøbte skibet Djursland. A. Jensen blev senere eneejer.
I 1948 havde galeasen det triste uheld, at sejle en fiskerjolle i sænk, hvorved en mand omkom. I 1953 skete et nyt uheld, hvor Djursland løb stævnen ind i låringen på fiskerbåden Wolle Juel. Her skete dog kun materiel skade.
I 1957 blev galeasen solgt til K. Hald, København, hvor den fik nyt hjemsted og omdøbt til Bruus.
I 1962 var det slut med fragtfarten, da skibet blev solgt til FDF, Frivilligt Drenge og pigeforbunds søkreds i København for 27.000,- kr. I 1972 fik galeasen sit oprindelige navn Skibladner II tilbage.
FDF Københavns Søkreds har siden drevet skibet, med det formål at få børn og unge med ud og sejle og desuden vedligeholde og restaurere skibet til dets oprindelige udseende i samarbejde med skibsbevaringsfonden.
| Skibets fakta              |                                                             |
| -------------------------- | ----------------------------------------------------------- |
| Navn:                      | Skibladner II                                               |
| Type:                      | Galease                                                     |
| Brt/DWT:                   | 43.12                                                       |
| Byggeår:                   | 1897                                                        |
| Byggested:                 | Eksempel                                                    |
| Motor:                     | 6 cyl. Mercedes motor 175 heste.                            |
| Skibets kendingsbogstaver: | OWYE                                                        |
| Daglig placering           | 55°40′31.06″N 12°35′22.49″Ø / 55.6752944°N 12.5895806°Ø     |
| Hjemsted:                  | Københavns havn Asiatisk Plads lige ved Udenrigsministeriet |